# Карлссон, Понтус (футболист)
Нильс Эрик Понтус Карлссон (швед. Nils Erik Pontus Carlsson; род. 10 сентября 2004) — шведский футболист, полузащитник «Хальмстада».

## Клубная карьера
Является воспитанником «Хюльтебрука». В его составе дебютировал во взрослом футболе, проведя в 2019 и 2020 году за клуб 15 матчей, в которых забил шесть мячей. В шестнадцатилетнем возрасте перешёл в академию «Хальмстада». В середине сентября 2021 года впервые попал в заявку на матч Алльсвенскан с «Кальмаром», но на поле не появился. 30 ноября подписал с клубом свой первый профессиональный контракт, рассчитанный на три года. Первую игру за основной состав провёл 22 февраля 2022 года в групповом этапе кубка страны против «Броммапойкарны». В мае того же года впервые сыграл в Суперэттане, появившись на поле в компенсированное ко второму тайму время матча с «Эстером» вместо Самуэля Крона. По итогам сезона «Хальмстад» занял вторую строчку в турнирной таблице и вышел в Алльсвенскан. Дебют в чемпионате страны состоялся 13 августа 2023 года в игре с «Норрчёпингом», в которой Карлссон вышел на замену в компенсированное ко второму тайму время вместо Наима Мохаммеда.

## Клубная статистика
| Выступление      | Выступление      | Выступление      | Лига | Лига | Кубки | Кубки | Конт. кубки | Конт. кубки | Итого | Итого |
| Клуб             | Лига             | Сезон            | Игры | Голы | Игры  | Голы  | Игры        | Голы        | Игры  | Голы  |
| ---------------- | ---------------- | ---------------- | ---- | ---- | ----- | ----- | ----------- | ----------- | ----- | ----- |
| Хюльтебрук       | Дивизион 4       | 2019             | 12   | 5    | 0     | 0     | 0           | 0           | 12    | 5     |
| Хюльтебрук       | Дивизион 5       | 2020             | 3    | 1    | 0     | 0     | 0           | 0           | 3     | 1     |
| Хюльтебрук       | Итого            | Итого            | 15   | 6    | 0     | 0     | 0           | 0           | 15    | 6     |
| Хальмстад        | Суперэттан       | 2022             | 2    | 0    | 3     | 0     | 0           | 0           | 5     | 0     |
| Хальмстад        | Алльсвенскан     | 2023             | 1    | 0    | 1     | 0     | 0           | 0           | 2     | 0     |
| Хальмстад        | Итого            | Итого            | 3    | 0    | 4     | 0     | 0           | 0           | 7     | 0     |
| Всего за карьеру | Всего за карьеру | Всего за карьеру | 18   | 6    | 4     | 0     | 0           | 0           | 22    | 6     |